# 横浜市立市沢小学校
横浜市立市沢小学校(よこはましりついちさわしょうがっこう、英: Yokohama City Ichisawa Elementary School)は、神奈川県横浜市旭区の公立小学校である。

## 沿革
明治時代
1873年（明治6年）、当初、長見寺近郊の農家敷地を間借りして学舎とした。
1878年（明治11年）になり長見寺境内に校舎建設したが、1884年（明治17年）9月15日の大風雨により校舎損壊し、その後は長見寺本堂を借りて学校存続した。翌1885年（明治18年）に校舎再建し、1887年（明治20年）に公立小学校となる。1891年（明治24年）には長見寺より校舎を移し、金子谷戸879番地（現市沢団地地域）へ移転した。
1892年（明治25年）、校舎焼失により小高新田39番地にあった民家を借りて仮校舎とした。その後も民家の間借りによる校舎移転は2、3回続いた。1894年（明治27年）にも長見寺信者の新築家屋を借りて校舎にしている。
1907年（明治40年）にも再び長見寺境内校舎が全焼、以前と同じく長見寺本堂を借りて仮校舎とする。翌1908年（明治41年）になり付近の民家を購入し校舎とした。
大正時代
1908年（明治41年）の購入校舎は1912年（大正元年）8月の暴風雨により損壊し、個人宅を間借りし二部授業を行った。
1913年（大正2年）、現校舎所在地である二俣川村大字市野澤字神田781、782番地に新築の木造草葺き平屋校舎を建立した。1923年（大正12年）には尋常小学校となっている。
昭和時代
1939年（昭和14年）、二俣川村の横浜市編入（大字市野澤は市澤町に改称）に伴い、校名を「横浜市市澤尋常小学校」に改め、また1941年（昭和16年）には「横浜市市沢国民学校」に改称した。
1945年（昭和20年）3月10日にはアメリカ軍の空襲に曝され、校内にも多数の焼夷弾投下により火の海となったが校舎焼失は免れた。
1947年（昭和22年）になると教室が不足し、大正2年建立の校舎に木造平屋4教室を継ぎ足して対処した。1953年（昭和28年）より1960年（昭和35年）にかけて4度の校舎改築工事を行った。また、1960年（昭和35年）の第四期工事の際に第二校舎を新築し、創立80周年を記念し新校歌を作った。木造校舎の増改築工事は1961年（昭和36年）の第五期まで続いた。
1968年（昭和43年）に保土ケ谷区川島町に左近山分校を開校、このときに35学級1155名で創立以来最大児童数を記録した。翌1969年（昭和44年）には体育館が完成している。
1970年（昭和45年）より校舎の鉄筋化工事が開始され、翌1971年（昭和46年）3月17日に完成した。
1974年（昭和49年）、創立100周年記念式典を開催。以後、特殊学級などの障害児教育の新設や学校設備の増改築を続けた。
平成時代
1996年（平成8年）になり、体育館およびプールの全面新築工事を開始し、1997年（平成9年）に完成する。旧体育館およびプールは同年解体された。
2003年（平成15年）、創立130周年記念式典。
2004年（平成16年）から2008年（平成20年）にかけて、校舎内各所に防犯カメラを設置。2012年（平成24年）には横浜市教育委員会の工事により一般教室にエアコンが設置された。
2013年（平成25年）、創立140周年記念式典。

## 改名歴
|     | 年     | 名称                                                                 |
| --- | ------ | -------------------------------------------------------------------- |
| 1.  | 1873年 | 第一大学区神奈川県管内第九中学区武蔵国都筑郡第八番小学市野澤学舎     |
| 2.  | 1875年 | 第一大学区神奈川県管内第九中学区武蔵国都筑郡第八番小学公立市野澤学舎 |
| 3.  | 1880年 | 神奈川県武蔵国都筑郡市野澤村公立市野澤学校                           |
| 4.  | 1882年 | 神奈川県武蔵国都筑郡市野澤村村立市野澤学校                           |
| 5.  | 1887年 | 神奈川県武蔵国都筑郡市野澤村公立市野澤小学校                         |
| 6.  | 1891年 | 神奈川県武蔵国都筑郡二俣川村立尋常市野澤小学校                       |
| 7.  | 1923年 | 神奈川県都筑郡二俣川村立市野澤尋常小学校                             |
| 8.  | 1939年 | 横浜市市沢尋常小学校                                                 |
| 9.  | 1941年 | 横浜市市沢国民学校                                                   |
| 10. | 1946年 | 横浜市立市沢小学校                                                   |